# 가와라부키촌
가와라부키촌(瓦葺村)은 사이타마현 기타아다치군에 설치되었던 촌이다. 현재의 아게오시에 해당한다.